# Dong Xuesheng
Dans ce nom chinois, le nom de famille, Dong, précède le nom personnel.
Dong Xuesheng (en chinois : 董学升 ; pinyin : Dǒng Xuéshēng), né le 22 mai 1989, à Nanjing, Jiangsu, est un footballeur international chinois, évoluant au poste d'attaquant au Shaanxi Chang'an Athletic, en prêt du Wuhan Zall.

## Biographie
Dong Xuesheng découvre le monde professionnel avec le Shanghai Shenhua en 2009. Il fait ses débuts le 7 avril 2009 lors d'un succès 2-1 du Shenhua aux dépens du Suwon Samsung Bluewings en Ligue des champions de l'AFC. Dong marque son premier but le 31 octobre face au Changsha Ginde en Super League et donne la victoire aux siens (2-1).
Dong rejoint le Guangzhou Evergrande en 2014. Il ne parvient pas à se procurer une place de titulaire mais remporte ses premiers trophées en carrière en gagnant à deux reprises la Super League en 2014 et 2015. Dong remporte également la Ligue des champions de l'AFC en 2015.
Dong honore sa première sélection avec l'équipe de Chine le 18 juin 2014 contre la Macédoine, en remplaçant Gao Lin.
Dong signe à l'Hebei China Fortune en février 2016 pour un montant équivalent à cinq millions et demi d'euros.
Le 10 décembre 2019, Dong inscrit son premier but international lors d'une défaite 1-2 contre le Japon en ouverture de la phase finale de la Coupe d'Asie de l'Est 2019.
En septembre 2020, après 7 matchs disputés et 2 buts inscrits en championnat, Xuesheng est prêté au Wuhan Zall. Après avoir participé à 13 matchs pour un but inscrit en Coupe de Chine, il signe définitivement au club le 21 février 2021.

## Statistiques

### But international
| But international de Dong Xuesheng | But international de Dong Xuesheng | But international de Dong Xuesheng | But international de Dong Xuesheng | But international de Dong Xuesheng | But international de Dong Xuesheng | But international de Dong Xuesheng | But international de Dong Xuesheng | But international de Dong Xuesheng |
| 0                                  | Date                               | Sél.                               | Lieu                               | Adversaire                         | Résultat                           | Compétition                        | Détail                             | Détail                             |
| ---------------------------------- | ---------------------------------- | ---------------------------------- | ---------------------------------- | ---------------------------------- | ---------------------------------- | ---------------------------------- | ---------------------------------- | ---------------------------------- |
| 1er                                | 10 décembre 2019                   | 6                                  | Stade Gudeok, Busan, Corée du Sud  | Japon                              | 1-2                                | Coupe d'Asie de l'Est 2019         | 90e                                | 1-2                                |

## Palmarès
Avec le Guangzhou Evergrande, Xuesheng est sacré champion de la Chinese Super League en 2014 et 2015. Il remporte la Ligue des champions de l'AFC en 2015.